# John Macaluso
John Macaluso, noto anche come Johnny Mac (Commack, 21 gennaio 1968) è un batterista statunitense, noto per aver suonato con gli Ark, i TNT e Yngwie Malmsteen.

## Biografia
Iniziò a suonare la batteria quando aveva undici anni e da allora ha registrato oltre duecento dischi e realizzato tour in tutto il mondo.
Di origini siciliane, vive attualmente a Rieti, dove ha sposato una donna italiana.
Ha fatto parte dei TNT dal 1990 al 1992, degli Ark dal 1990 al 2002 e dal 2009 al 2011, dei Riot V dal 1995 al 1997. Coi Symphony X ha effettuato una tournée nel 2013 in sostituzione di Jason Rullo, all'epoca ricoverato per problemi al cuore.
Ha fatto parte dei musicisti di Yngwie Malmsteen nei dischi Alchemy (1999), War to End All Wars (2000) e Anthology (2002). Ha inoltre collaborato con James LaBrie e Nicko McBrain.
Nel 2007 ha registrato il suo primo - e finora unico - album solistico: The Radio Waves Goodbye, edito dalla Lion Music.
Dal 2016 al 2019 ha fatto parte dei Labyrinth.